# Кипрский полк
Кипрский полк (англ. Cyprus Regiment) — полк Британской армии, сформированный с началом Второй мировой войны из добровольцев-жителей Британского Кипра. Полк принял участие в военных действиях в Европе и Северной Африке.
С учётом того, что более 18 тысяч киприотов служили и воевали в составе Кипрского полка, Кипрских добровольческих сил (Cyprus Volunteer force) и в Британских ВВС, Кипр предоставил британской армии, в пропорции к своему населению, наибольшее число военнослужащих среди всех стран Британского содружества.

## Предыстория создания полка

Флаг Британского Кипра (1922—1960)

Подготовка зачисления киприотов в британские армейские соединения началась накануне Второй мировой войны. 
19 августа 1939 года ещё обсуждался вопрос зачисления 100 добровольцев на Кипре, но уже 29 августа, за три дня до начала войны, британским силам в Египте было дано разрешение зачислить до 500 кипрских погонщиков мулов для службы в Королевском армейском корпусе — Кипрском подразделении (Royal Army Service Corps (RASC) — Cyprus Section). Первые добровольцы (42 греков-киприотов, 11 турок-киприотов и 1 армянин) были зачислены 6 октября 1939 года, а 12 октября они были отправлены в Египет на подготовку.

## Набор добровольцев в полк
Сразу после начала войны, англичане спешно приступили к реализации планов по созданию "местных колониальных сил"на Кипре. 4 сентября 1939 года, на следующий день после до официального объявления войны, на остров прибыл майор Давидсон-Хьюстон из Королевского Берширского полка, который был назначен начальником по набору добровольцев на Кипре и следовал инструкциям полученным им в штабе его полка в Иерусалиме. На месте он получил инструкции касательно политики местных британских властей.

### От тщательного отбора к массовому зачислению
Кроме идеологического аспекта, следует принять во внимание финансовый и другие стимулы для призывников. Население британского Кипра было бедным и для него большое значение имели финансовые аспекты службы в армии, поскольку месячное денежное жалования в британской армии в три раза превышало среднюю зарплату рабочего на Кипре. Для киприотов медстраховка и медицинское обслуживание также были столь же важны, как и идеологические аспекты борьбы с агрессором, вторгнувшимся в Грецию.
В первые дни процесс набора был очень тщательным, с несколькими этапами отбора кандидатов. Кандидатам было указано регистрироваться в полицейских участках по месту проживания, что позволяло полиции проверить их документы. После этого они отправлялись на медосмотр, где получали возможность официальной регистрации в бюро призыва в Никосии или Полемидии (тренировочный лагерь в Лимассоле). В ходе процесса проверки нежелательных кандидатов отсеивали. Имелось несколько категорий нежелательных — лица, имевшие судимость (первоначально за любое преступление), то же самое касалось агитаторов и лиц которые были депортированы. Но наименее желаемыми были коммунисты, а после них «националисты». К 4 января 1941 года в бюро призыва прошли интервью около 15 тысяч добровольцев, из которых были зачислены 6 тысяч. Около 9 тысячам добровольцев было отказано в зачислении, но из них только 4 тысячам по медицинским причинам.
Однако и эти 4 тысяч были значительной цифрой, которая даёт представление о медицинском и юридическом статусе населения Кипра. В январе 1941 года, после 60 лет британского правления на острове, более 4 тысяч мужчин возраста от 20 до 35 лет были признаны непригодными для несения воинской службы; более 5 тысяч человек были осуждёнными либо были нежелательными для службы в армии.

## Между нуждами войны и имперской и антикоммунистической политикой

### Имперская политика
Греко-австралийский историк Георгиос Казамиас пишет, что политические опасения англичан прежде всего были направлены против греческого населения острова.
Греки составляли более 80 % населения острова, с явно выраженным стремлением к воссоединению с Грецией. Англичане опасались, что полк станет «греческим», поэтому они, соблюдая свои имперские интересы, приносили им в жертву союзные интересы, следуя двум взаимно исключающим линиям.
Ограничение в составе полка числа греков, которые обладали и лучшим образовательным цензом и в больших количествах изъявляли желание воевать, шло вразрез с необходимостью в участии в войне как можно большего числа добровольцев.
Ещё до формирования первого кипрского подразделения, англичане решили воспроизвести в нём этнический баланс населения острова, в том, что касается двух основных групп населения, греков и турок.
14 сентября 1939 года, всего две недели после начала войны, майор Давидсон-Хьюстон в своём рапорте писал, что в полк будет набрано также «пропорциональное число турок, так как это очень необходимо с точки зрения местной политики».
Для достижения желаемой пропорции, ещё с первых дней вербовки добровольцев, британские власти были вынуждены ослабить для турок принятые ими стандарты.
6 октября 1939 года, после того как первая группа добровольцев была послана в Египет на подготовку, Давидсон-Хьюстон писал: .. «в случае турок киприотов был принят слегка заниженный стандарт образования. С точки зрения местной политики важно, чтобы турки-киприоты были включены (в полк)».
На всём протяжении войны, отчёты о вербовке тщательно следили за этническим составом полка, который поддерживался постоянным в соотношении 79 % греков и 20 % турок.
В марте 1941 года министр колоний счёл нужным напомнить, что «наш набор включает в себя отличных потенциальных новобранцев, которые отбыли наказание за участие в беспорядках, кульминацией которых стало сожжение Дома правительства несколько лет тому назад»!
Следует отметить, что осторожность британской политики в отношении греков киприотов и Греции выражалась и в других аспектах.

### Офицерский состав
Имперская политика напрямую определяла офицерский состав полка.
В первоначальных руководствах полка отмечалось что «офицеры и большинство прапорщиков и унтер-офицеров будут с самого начала англичанами, но возможно, что с согласия властей будут набраны некоторые кипрские унтер-офицеры из полиции Кипра». В конечном итоге значительное число киприотов достигло статуса унтер-офицера (сержанта), как из числа полицейских, так и из числа добровольцев, набранных из гражданского населения. Таким образом, командир и большинство офицеров первоначально были британцами, либо откомандированные из других полков, либо набранные на месте.
Учитывая то, что 80 % состава других (нижних) званий были греками, англичане, которые жили на Кипре и, как считалось, знали «менталитет» киприотов, британцы, знающие греческий язык, считались наиболее подходящими для полка
Выбор офицеров, игнорирующий высокообразованные слои кипрского общества, в основном греков, указывает на политические опасения британской администрации, а также на классовый аспект выбора. Казамиас пишет, что удивляет стойкость колониальной политики и общественных устоев: даже столкнувшись с кризисом мировой войны, правительство колонии Кипра пыталось сохранить свои довоенные позиции в отношении своих подданных. Всё это выставляет британское правление в неблагоприятном свете, по крайней мере имидж Британии как доброжелательного правителя, который колониальная администрация пыталась преподнести населению.

### Геополитическая составляющая имперской политики
Греция была союзницей Британии ещё до вступления Греции в войну в октябре 1940 года.
Подписанное в январе 1940 года с правительством нейтральной тогда Греции военно-торговое соглашения (War Trade Agreement), при поддержке греческих судовладельцев и профсоюза греческих моряков, по сути передавало один из крупнейших флотов мира в распоряжение британского правительства и исключало перевозку греческими судами грузов стран Оси.
Однако британские власти, с одной стороны, не желали, чтобы Кипрский полк стал «греческим» и держали под контролем число греков в полку, с другой стороны, после начала Итало-греческой войны, были озабочены массовым желанием киприотов принять участие в войне в рядах союзной греческой армии. Потребовалось обращение британского правительства к греческому премьер-министру, генералу И. Метаксасу, с тем, чтобы патриотический и военный пыл греков киприотов был перенаправлен на вступление в Кипрский полк, где однако англичане продолжали соблюдать национальный баланс, сдерживая число число греческих добровольцев.
После того как на помощь итальянцам в апреле 1941 года пришла гитлеровская Германия и в конце мая греческое правительство было вынуждено бежать из страны, оно было эвакуировано, но не на Кипр, а в Египет. Здесь эмиграционное греческое правительство производило набор добровольцев в свою армию из числа греческого населения Египта и Палестины, что, в отличие от Кипра, не рассматривалось англичанами угрозой их интересам.
Другим геополитическим аспектом соблюдения национального баланса Кипрского полка был тот факт, что Британия до конца войны сохраняла надежды привлечь на свою сторону Турцию, этого «уклончивого нейтрального», по выражению американского историка Франка Вебера, у которой были прекрасные, на грани союзных, отношения с нацистской Германией, от которой Турция также получала оружие.
Несмотря на усилия британской дипломатии, Турция оставалась формально нейтральной до конца войны, но имела с 18 июня 1941 года Соглашение о дружбе с Германией.

### Антикоммунистическая политика
Кипрские коммунисты вступили в борьбу с фашизмом ещё до начала Второй мировой войны, участвуя в Гражданской войне в Испании и отражении итало-германской интервенции в эту страну.
Британские власти на Кипре запретили сбор средств в пользу республиканской Испании, но деньги всё же высылались в несколько этапов, начиная с 1937 года. При этом, 60 кипрским коммунистам, среди них и будущему генсеку компартии Кипра Эзекиасу Папаиоанну, удалось добраться до Испании и принять участие в боях. Это число делает Кипр страной, пославшей самое большое число добровольцев в Испанию, среди 53 стран мира, откуда прибыли добровольцы, в соотношении к своему населению.
С началом Второй мировой войны, власти Британского Кипра очень осторожно набирали своих подданных в вооружённые силы, даже в период острого военного кризиса, который вызвал значительную нагрузку на силы метрополии. Эта осторожность была ещё более заметной, когда англичане имели дело с политизированными людьми (в основном, но не только, коммунистами).
Следуя антисоветской политике, британские власти отождествляли компартию Кипра с Советским Союзом и рассматривали её в качестве своего противника, несмотря на то что с июня 1941 года СССР стал союзником Великобритании.
Хотя в марте 1941 года стандарты вербовки были ослаблены, членам компартии отказывали в зачислении, наряду с лицами, имевшими более одного осуждения за кражу или «Неестественные преступления» и лицами, имевшими более трёх осуждений за азартные игры.
При этом следует отметить, что кандидаты, имевшие одно осуждение за умышленное причинение вреда имуществу, кражу, осуждённые за «неестественные преступления», ношение ножей, попытку убийства и убийство или ранение, изнасилование и фальшивомонетчики не исключались из отбора, тогда как пьянство становилось препятствием, только если заявители были осуждены более шести раз.

## Кипрский полк на полях сражений
Официально Кипрский полк был сформирован 12 апреля 1940 года.
Эмблемой полка стал щит, украшенный двумя львами passant guardant (шествующими, смотрящим впрям) и украшенном императорской короной. Под щитом находился свиток (лента) с названием полка.
Первыми были сформированы подразделения погонщиков мулов, после чего были сформированы транспортные (механизированные) подразделения, инженерные подразделения и, последним, пехотный батальон.

### Франция — Дюнкерк
Два подразделения погонщиков мулов (476 человек) были отправлены во Францию до официального формирования полка, как часть Британских экспедиционных сил обосновавшихся здесь в 1938 году, которым была поставлена задача быть готовым к войне. Отмечается, что кипрские погонщики мулов были первыми колониальными войсками посланными на театр военных действий во Франции. Этот факт с особым интересом был отмечен прессой, в особенности британской, которая подчёркивала, что это был первый вклад киприотов в европейскую войну и, что было особенно для них важно, в качестве союзников англичан.
Роты кипрских погонщиков мулов в расположились у города Аррас около Линии Мажино, где простояли три месяца. Поскольку их основной задачей была перевозка снабжения в труднодоступные для автотранспорта места, киприоты оставались без оружия и не проходили соответствующей военной подготовки. После того как немцы атаковали «Линию» 19 мая 1940 года, киприотам вскоре сообщили, что линия фронта прорвана и приказали отступить к Дюнкерку. Им было приказано бросить всё армейское имущество — мулов, предметы снабжения — и идти к Дюнкерку, взяв с собой только одеяла. Укрываясь днём от немецкой авиации и совершая ночные переходы в 30-40 километров, киприотам понадобилось 7 дней, чтобы добраться до Дюнкерка, где их разместили в большом здании, вместе с английскими солдатами. Им пришлось ждать, поскольку первоочерёдность эвакуации была предоставлена собственно британским солдатам.
В конечном счёте они поднялись на борт судов и эвакуировались, находясь постоянно под огнём и бомбами немецкой авиации. Однако ни один киприот не погиб на этом этапе войны.

### Ближний Восток
В Англии киприотов расположили у города Мелтон-Моубрей, где они получили оружие и прошли соответствующую военную подготовку. Им была поручено патрулирование и, в случае необходимости, оборона участка английского побережья.
Киприоты оставались в Англии 3 месяца, содействуя созданию британской обороны на случай немецкого вторжения, после чего было решено отправить их в Египет. Их переход в Египет, в обход мыса Доброй Надежды, длился 45 дней. К тому времени вновь созданные транспортные и пехотные соединения полка также расположились в Египте и Палестине. Полк был задействован в охране Суэцкого канала, а его подразделения действовали в Египте, Судане, Эфиопии, Эритрее а также в Сирии, против французских сил правительства Виши.
В конце 1940 — начале 1941 годов части Кипрского полка приняли участие в Ливийской операции британской армии.

### Участие в сражениях в Греции
К началу 1941 года греческая армия, продолжая свои победы в итало-греческой войне, освободила юг подконтрольной итальянцам Албании.
Итальянское весеннее наступление (09.03-15.03.1941) в Албании показало, что итальянская армия не могла изменить ход событий. Греческие победы создали предпосылки полного разгрома итальянской армии в Албании, но делали вероятным вмешательство Гитлеровской Германии, которая не могла допустить разгрома своего основного союзника.
В начале 1941 года англичане предложили премьер-министру Греции И. Метаксасу послать свои силы на фронт Эпира. Метаксас запросил 10 дивизий и соответствующие силы авиации. Англичане предложили послать только 2 дивизии и небольшие авиационные силы. Метаксас счёл такое предложение опасной ловушкой, полагая, что англичане в действительности не собираются расширять греческий плацдарм и лишь провоцируют Германию этим малым контингентом, отвлекая немецкие армии от других фронтов.
Считая, что при таком соотношении сил, в случае германского вторжения, Греция станет героической жертвой геополитической игры, Метаксас ответил: «Лучше не присылайте нам ничего. Единственное чего вы добьётесь в этом случае, это спровоцировать нападение немцев.».
Метаксас умер 29 января. Новый премьер, А. Коризис, после бурных совещаний с союзниками, согласился на отправку в Грецию этих малых британских сил.
В начале марта началась переброска в Грецию из Ближнего Востока 2 пехотных британских дивизий и одной танковой бригады, занявших далёкую от фронта в Албании потенциальную линию обороны в Западной Македонии и севернее Олимпа.
В числе британских частей посланных в Грецию были и подразделения Кипрского полка.
Германская армия, вторгшаяся в Грецию из Болгарии 6 апреля 1941 года, не смогла с хода взять линию Метаксаса на греко-болгарской границе.
Но 2-я танковая дивизия вермахта (18-й корпус), совершив обходной манёвр, пересекла болгаро-югославскую границу 8 апреля и, не встретив значительного сопротивления югославов, через практически не прикрытую греко-югославскую границу вышла к Фессалоники 9-го апреля, отсекая группу дивизий Восточной Македонии от греческой армии в Албании, продолжавшей сражаться против итальянцев.
В тот же день, генерал Уилсон, Генри Мейтленд, командующий британским экспедиционным корпусом, посланный в Грецию именно с целью создания второй линии обороны на случай германского вторжения, приказал своим силам отходить.
Гейнц Рихтер (нем. Heinz Richter), в своей книге «Итало-германское нападение на Грецию», пишет, что генерал Уилсон, Генри Мейтленд оправдывал отход своих сил тем, что: «…Кавалерийская (греческая) дивизия расположилась на огромной площади и между ней и греческими силами в Албании располагались только патрули».
При отступлении британской армии части Кипрского полка приняли участие в незначительных столкновениях, что подтверждают и потери полка — 5 человек убитыми. Следуя приказам своего британского командования, части Кипрского полка дошли до полуострова Пелопоннес на юге материковой Греции, ожидая посадки на британские корабли. Однако, как позже вспоминали ветераны полка, первоочерёдность посадки на корабле «совершенно случайно» предоставлялась собственно британцам (англичанам, австралийцам, новозеландцам). В результате 823 киприотов были пленены немцами в портах Пелопоннеса (из них 600 человек в порту города Каламата). Однако 1426 киприотов были отмечены в рапортах как «отсутствующие»: в своём большинстве киприоты были брюнетами в большей пропорции, нежели население Пелопоннеса, что соответствовало стереотипному представлению рядовых немцев о внешнем облике греков. Кроме того, немцы были не в состоянии уловить тонкости, различающие морейское произношение от разговорного языка киприотов, которым также владели практически все турки-киприоты полка.
Всё это дало возможность как минимум сотням солдат-киприотов избежать плена в первые дни оккупации. Учитывая дифирамбы Гитлера и его генералов защитникам «линии Метаксаса», немцы позволили части греческого генералитета подписать т. н. «почётную капитуляцию», по условиям которой солдаты греческой армии не интернировались. Чтобы смешаться среди демобилизованных греческих солдат, возвращавшихся домой и местного населения, киприотам было достаточно сменить британский мундир на греческий или даже просто одеть греческую пилотку, или же успеть одеться в гражданскую одежду. Судьбы растворившихся среди населения Пелопоннеса киприотов были разными, тем не менее многим из них в конечном итоге так и не удалось избежать плена.
Киприоты, попавшие в плен, были интернированы немцами в различные лагеря для военнопленных, включая Stalag VIII-B в Польше, Stalag IV-C в (сегодняшней) Чехии, и Шталаг IV-B около Дрездена.
Следует отметить, что кроме солдат Кипрского полка, попавших в плен при отступлении британской армии в Греции, в дальнейшим и другие киприоты стали узниками германских лагерей для военнопленных. Самым известным из них был будущий президент Кипра, Глафкос Клиридис, чей бомбардировщик был сбит над Гамбургом в 1942 году.
Несколько сотен киприотов, оказавшихся на Крите в мае 1941 года, приняли участие в сражении за Крит.

## Последующие операции
После Крита части полка продолжали действовать на Ближнем Востоке, но многие подразделения полка были отозваны на Кипр, для того, чтобы усилить оборону острова, от всё ещё возможного немецкого вторжения.
После союзной высадки в Италии, полк был отмечен в сражении под Монте-Кассино где 5 подразделений кипрских погонщиков мулов были приданы польскому корпусу.
К июлю 1944 года Кипрский полк насчитывал 10 700 рядовых и офицеров. К концу войны, в рядах Кипрского полка, Кипрских добровольческих сил и ВВС служили 17, 916 киприотов, включая 778 женщин, служивших в вспомогательных частях авиации и армии.

## Признание
В ходе своего кратковременного визита на Кипр в 1943 году, Уинстон Черчилль выразил свою признательность солдатам Кипрского полка, которые достойно служили на многих полях сражений, от Ливии до Дюнкерка. 600 солдат и офицеров Кипрского полка погибли на полях сражений и погребены на 56 кладбищах в 16 странах. 250 человек признаны пропавшими без вести.
На параде празднования Победы 8 июня 1946 года в Лондоне приняли участие как солдаты Кипрского полка, так и военнослужащие Кипрских добровольческих сил и ВВС.

## Послевоенные годы — Расформирование полка
За годы существования Кипрского полка, в его рядах прошли службу и воевали около 30 тысяч киприотов.
В последние годы полк нёс службу на Кипре и Ближнем Востоке, включая Палестину в период 1945—1948 годов. Полк был расформирован 31 марта 1950 года, сразу после того как в январе того же года, в ходе референдума населения (по сути сбора подписей) 98 % греков киприотов (то есть 78,4 % населения острова) высказались за воссоединение Кипра с Грецией.